# Groupe Doliam
Le groupe Doliam est une holding industrielle dont les activités concernent principalement l'industrie biomédicale. Le groupe comprend une quinzaine d'entreprises totalisant, en 2021, 450 salariés.

## Filiales et prises de participation
- Vermon est un producteur de transducteurs ultra-sonores basée à Tours. C'est l'entreprise la plus ancienne du groupe,
- Ic'Alps est une entreprise de conception d'ASIC (circuits intégrés spécialisés) basée à Grenoble[2].
- Vitruvens, à Tours, est spécialisée dans les solutions de stockage et production d'énergie pour les implants médicaux[3].
- Olythe, à Aix-en-Provence, développe et commercialise des éthylomètres connectés[4].
- Doliam est investisseurs de FineHeart, une entreprise produisant des dispositifs assistant les patients souffrant d'insuffisance cardiaque[5]

## Projets de pépinières d'entreprises
Le  groupe Doliam est à l'origine du projet du campus « MedTech » de Grenoble. 
Un projet similaire est développé en Indre-et-Loire,.